# Juan Habib Chamieh
Juan Habib Chamieh, OMM (Beirut, 7 de octubre de 1966) es un prelado libanés actual eparca de Buenos Aires de la Iglesia católica maronita desde el 22 de noviembre de 2019. Es miembro de la Orden Maronita de la Bienaventurada María Virgen.

## Biografía
Nacido en Beirut el 7 de octubre de 1966. Hizo sus votos perpetuos el 7 de septiembre de 1991 y ordenado sacerdote el 14 de agosto de 1992 para la Orden Maronita de la Bienaventurada María Virgen. Luego de sus estudios secundarios, en 1981, viajó a Roma en donde recibió formación en filosofía y teología en la Pontificia Universidad Lateranense y luego se licenció en teología dogmática en la Pontificia Universidad Gregoriana.
El 17 de abril de 2013, el Papa Francisco lo nombró Administrador apóstolico de la Eparquía maronita de Buenos Aires tras la renuncia del eparca Charbel Georges Merhi y asignándole la diócesis Titular de Nomento. Recibió la ordenación episcopal en el Líbano el 25 de mayo de 2013 por el Patriarca maronita de Antioquía, Cardenal Bechara Pedro Rai y co-consagrantes Charbel Georges Merhi y François Eid.
Finalmente, el 22 de noviembre de 2019 el Papa Francisco lo nombró eparca de la eparquía maronita de Buenos Aires transfiriendolo de la Diócesis Titular de Nomento. Tormó posesión de la eparquía en una misa el 7 de febrero de 2021 a la que asistieron el Nuncio Apóstolico Miroslaw Adamczyk y el embajador de Líbano en Argentina, Johnny Ibrahim.